# Roter Kogel (Hohe Tauern)
Pour l’article homonyme, voir Roter Kogel.
Le Roter Kogel est une montagne qui s’élève à 2 946 m d’altitude dans les Hohe Tauern, en Autriche.